# Coudroy
Coudroy este o comună franceză situată în departamentul Loiret, în regiunea Centre-Val de Loire.

## Geografie

### Localizare
Comuna Coudroy se află în partea de sud-est a departamentului Loiret, în regiunea agricolă Orléanais. În linie dreaptă, este situată la 41,8 km de Orléans, reședința departamentului, la 23,1 km de Montargis, subprefectură, și la 4,1 km de Lorris, fosta reședință a cantonului de care aparținea comuna înainte de martie 2015.

### Comune limitrofe
| Châtenoy                    | Chailly-en-Gâtinais | Noyers |
|                             |                     |        |
| Vieilles-Maisons-sur-Joudry |                     | Lorris |

### Geologie și relief

#### Geologie
Comuna se află în sudul Bazinului Parisian, cel mai mare dintre cele trei bazine sedimentare franceze. Această vastă depresiune, ocupată în trecut de mări puțin adânci și lacuri, a fost umplută, pe măsură ce fundamentul său s-a prăbușit treptat, cu nisipuri și argile provenite din eroziunea reliefului înconjurător, precum și cu calcare de origine biologică, formând astfel o succesiune de straturi geologice.
Straturile aflorante de pe teritoriul comunei sunt alcătuite din formațiuni superficiale din Cuaternar și roci sedimentare datând din Neozoic, cea mai recentă eră geologică pe scara timpilor geologici, începută acum 66 de milioane de ani. Cea mai veche formațiune este constituită din marne și calcare din Orléanais, datând din Miocenul perioadei Neogene. Cea mai recentă formațiune este reprezentată de depozite antropice din Holocenul perioadei Cuaternare. Descrierea acestor straturi este detaliată în fișele „nr. 364 - Bellegarde-du-Loiret” și „nr. 399 - Châteauneuf-sur-Loire” ale hărții geologice la scara 1/50 000 a departamentului Loiret, împreună cu notele explicative asociate.

#### Relief
Suprafața cadastrală a comunei, publicată de INSEE și utilizată ca referință în toate statisticile, este de 14,73 km². În schimb, suprafața geografică este de 14,74 km².

### Hidrografie

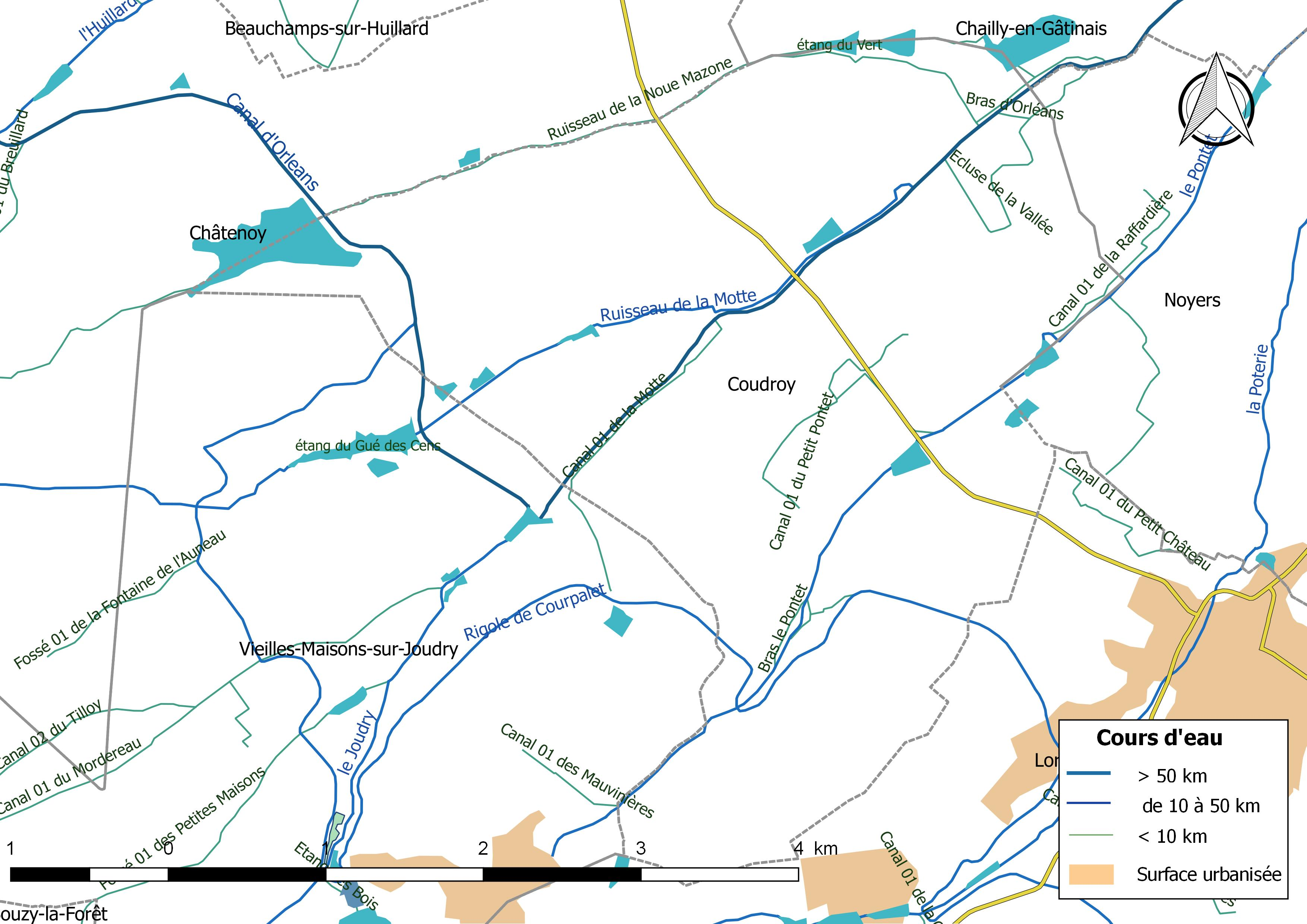
Rețeaua hidrografică a comunei Coudroy.

Comuna este traversată de Canalul Orléans pe o lungime de 5,294 km. Rețeaua hidrografică a comunei, cu o lungime totală de 28,58 km, include alte două cursuri de apă notabile: Rigole de Courpalet (2,666 km) și pârâul de la Motte (4,367 km), precum și diverse cursuri de apă mai mici, printre care pârâul de la Noue Mazone (3,225 km), brațul Noue-Mazone (1,021 km), canalul 01 de la Motte (1,511 km), canalul 01 de la Raffardière (0,585 km), canalul 01 de la Bois de Machau (1,673 km), canalul 01 de la Petit Pontet (1,011 km), ecluza Vallée (1,745 km) și brațul Orléans (0,212 km).
Canalul Orléans se întinde pe o distanță de 78,65 kilometri între Orléans, unde se varsă în Loara, și Châlette-sur-Loing, unde se unește cu canalul Loing și canalul Briare la nivelul ecluzei Buges. Pe teritoriul comunei sunt situate ecluza Choiseau (990 m), ecluza Chaussée (1 270 m), ecluza Hateau (850 m) și ecluza Vallée (1 390 m). Canalul a cunoscut o perioadă de mare activitate între 1692 și 1793, când între 1 500 și 2 000 de ambarcațiuni urcau anual pe Loara de la Nantes pentru a ajunge la Paris. Totuși, odată cu concurența căilor ferate, traficul a scăzut treptat și a dispărut complet la începutul secolului al XX-lea. Canalul a fost declasificat din rețeaua de căi navigabile în 1954 și a fost integrat în domeniul privat al statului.
Rigole de Courpalet, cu o lungime totală de 32,8 km, își are izvorul în comuna Montereau și se varsă în Canalul Orléans la Coudroy, după ce traversează patru comune. Din punct de vedere piscicol, Rigole de Courpalet este clasificată în a doua categorie piscicolă. Specia biologică dominantă este formată în principal din pești albi (ciprinide) și pești răpitori, precum știucă, șalău și biban.
Pârâul de la Motte, cu o lungime totală de 10,7 km, își are izvorul în comuna Châtenoy și se varsă în Canalul Orléans la Coudroy, după ce traversează 5 comune. Din punct de vedere piscicol, pârâul de la Motte este clasificat în a doua categorie piscicolă.

### Climă
În 2010, clima comunei era clasificată drept climat oceanic degradat al câmpiilor din Centru și Nord, conform unui studiu al CNRS bazat pe date colectate între 1971 și 2000. În 2020, Météo-France a publicat o tipologie actualizată a climei din Franța metropolitană, conform căreia comuna se află într-o zonă cu climat oceanic alterat și face parte din regiunea climatică Centru și contraforturile nordice ale Masivului Central. Aceasta se caracterizează prin aer uscat vara și un nivel bun de însorire.
Pentru perioada 1971-2000, temperatura anuală medie este de 10,8 °C, cu o amplitudine termică anuală de 15,1 °C. Cumulul anual mediu de precipitații este de 703 mm, cu 11,3 zile de precipitații în ianuarie și 7,3 zile în iulie. Pentru perioada 1991-2020, temperatura medie anuală observată la stația meteorologică Météo-France cea mai apropiată, situată în comuna Ladon la 12 km distanță în linie dreaptă, este de 11,8 °C, iar cantitatea medie anuală de precipitații este de 677,0 mm.
Pentru viitor, parametrii climatici estimati pentru comună, pentru anul 2050, conform diferitelor scenarii de emisii de gaze cu efect de seră, pot fi consultati pe un site dedicat publicat de Météo-France în noiembrie 2022.

### Medii naturale și biodiversitate

#### Zone Natura 2000
Rețeaua Natura 2000 este o rețea ecologică europeană de situri naturale de interes ecologic, creată pe baza Directivelor „Habitate” și „Păsări”. Această rețea este formată din Zone Speciale de Conservare (ZSC) și Zone de Protecție Specială (ZPS).
În cadrul acestor zone, statele membre se angajează să mențină într-o stare favorabilă de conservare tipurile de habitate și speciile vizate, prin măsuri de reglementare, administrative sau contractuale. Scopul este de a promova o gestionare adecvată a habitatelor, ținând cont de cerințele economice, sociale și culturale, precum și de particularitățile regionale și locale ale fiecărui stat membru. Activitățile umane nu sunt interzise, atâta timp cât acestea nu afectează semnificativ starea favorabilă de conservare a habitatelor și speciilor vizate.
Pe teritoriul comunei Coudroy sunt desemnate următoarele situri Natura 2000:
| Număr     | Tip | Nume                         | Hotărâre | Document de obiective    | Localizare                                                                                   |
| --------- | --- | ---------------------------- | --- | ------------------------ | -------------------------------------------------------------------------------------------- |
| FR2410018 | ZPS | Pădurea Orléans              | Hotărârea din 23 decembrie 2003 privind desemnarea sitului Natura 2000 Pădurea Orléans.                                         | Validat la 10 iunie 2005 | În partea de sud a comunei.                                                                  |
| FR2400524 | SIC | Pădurea Orléans și periferia | Hotărârea din 20 august 2014 privind desemnarea sitului Natura 2000 Pădurea Orléans și periferia (zonă specială de conservare). | Validat la 10 iunie 2005 | Un nucleu este prezent în partea de est a comunei, la limita cu Vieilles-Maisons-sur-Joudry. |

Situl „Pădurea Orléans” se întinde din nord-estul aglomerației orléaneze până la porțile orașului Gien, urmând un arc de cerc de aproximativ 60 de kilometri lungime și având o lățime variabilă între aproximativ 2 și 15 km. Acest ansamblu forestier aproape continuu este în mare parte domenial. Pădurea domenială este formată din trei masive distincte, de la vest la est: masivele Orléans, Ingrannes și Lorris (considerat în mod obișnuit ca fiind împărțit în două submasive: Lorris-Châteauneuf și Lorris-les Bordes), în jurul cărora se află și alte suprafețe forestiere. Suprafața totală a celor trei masive domeniale este de 34.500 de hectare.
Având o suprafață totală de 32.177 ha, situl este alcătuit din două mari entități care acoperă aproape integral masivele forestiere domeniale din Ingrannes și Lorris. Aceste două entități includ și alte parcele forestiere, precum și lacuri aflate la periferie, alături de vasta „poiană” Sully-la-Chapelle, Ingrannes și Seichebrières, situată în cadrul masivului Ingrannes.
Acest sit prezintă un mare interes ornitologic, fiind un habitat important pentru cuibăritul mai multor specii de păsări, printre care uliganul pescar (Pandion haliaetus), acvila de munte (Hieraaetus pennatus), șerparul (Circaetus gallicus), viesparul (Pernis apivorus), eretele vânăt (Circus cyaneus), caprimulgul european (Caprimulgus europaeus), ciocănitoarea neagră (Dryocopus martius), sură (Dendrocoptes medius) și verde-cenușie (Picus canus), Ciocârlia de pădure (Lullula arborea) și silvia de tufiș (Sylvia undata).
De asemenea, lacurile constituie locuri importante de popas pentru diferite specii de păsări migratoare.
Situl „Pădurea Orléans și periferia”, cu o suprafață totală de 2.226,40 ha, este fragmentat în 38 de entități. Acestea, de dimensiuni variabile (între 0,9 și 347 ha), sunt dispersate pe cele trei masive forestiere și zonele lor periferice. În timpul elaborării documentului de obiective, în urma inventarelor de teren, s-a constatat absența habitatelor sau a speciilor de interes comunitar în anumite entități, ceea ce a condus la propunerea eliminării a 13 dintre ele, reprezentând o suprafață totală de 207,90 ha.
Importanța sitului rezidă în calitatea zonelor umede (lacuri, turbării, mlaștini, bălți), în marea diversitate floristică, cu un interes deosebit pentru briofite, licheni și ciuperci. Pe sit sunt inventariate 17 habitate naturale de interes comunitar, iar acesta prezintă și o mare importanță faunistică, în special pentru păsări, lilieci, amfibieni și insecte.
Situl are o vulnerabilitate redusă în condițiile actuale de gestionare, deoarece este format în principal din parcele de pădure domenială, unde practicile actuale de administrare nu generează constrângeri semnificative pentru speciile protejate. Unele specii, precum uliganul pescar (Pandion haliaetus), sunt monitorizate constant. Alte specii, cum ar fi sonneurul cu burtă galbenă (Bombina variegata), acvila de munte (Hieraaetus pennatus) și sfrânciocul roșiatic (Lanius collurio), ar merita o supraveghere mai atentă.

#### Zone naturale de interes ecologic, faunistic și floristic

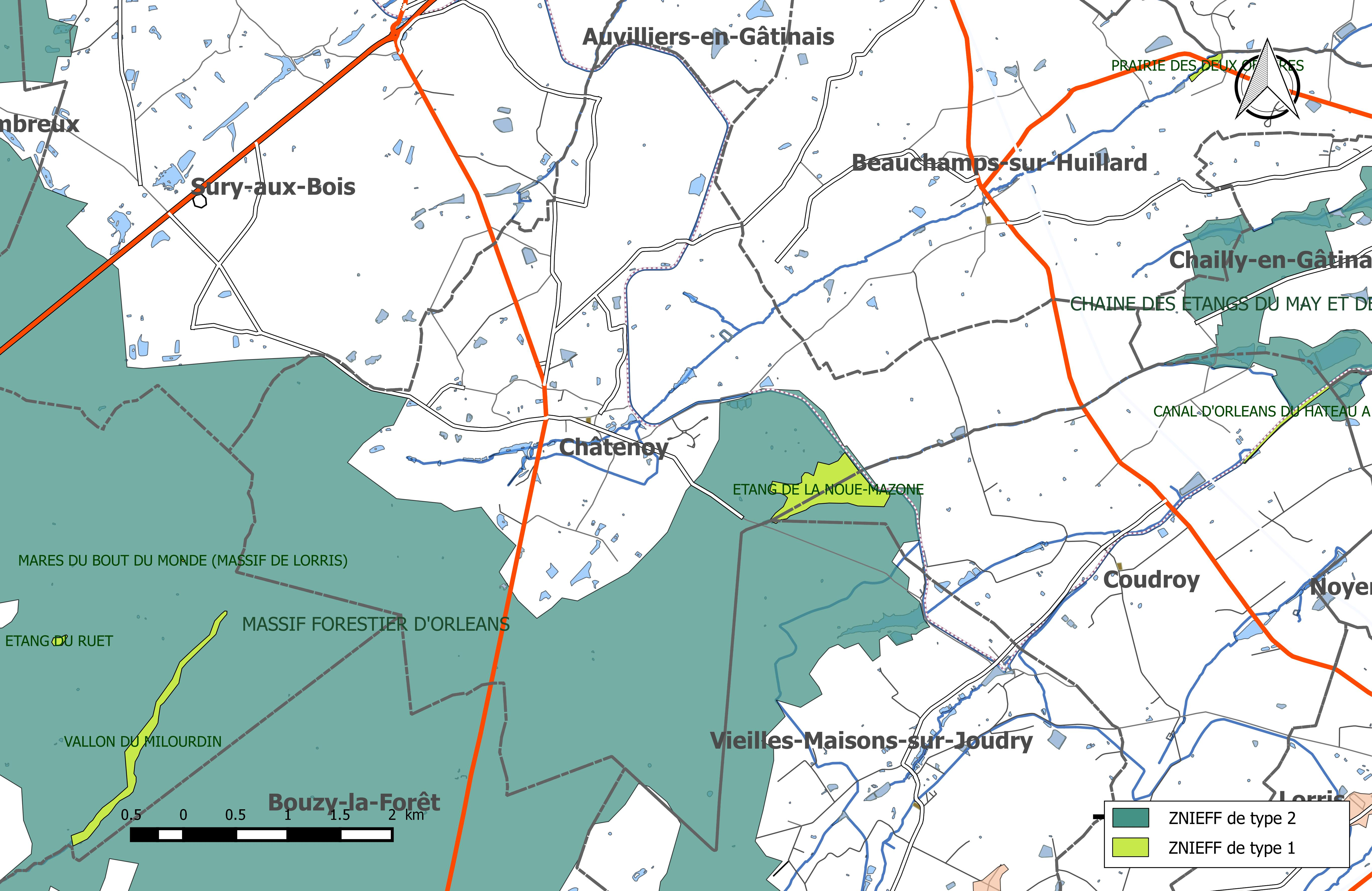
Hartă a zonelor ZNIEFF din comună și împrejurimile sale.

Diferite zone de identificare a bogăției patrimoniale naturale sunt prezente pe teritoriul comunei Coudroy. Aceste perimetre se intersectează sau se suprapun, în special în raport cu siturile Natura 2000, subliniind astfel interesul biologic, ecologic sau peisagistic al zonelor vizate.
Inventarul zonelor naturale de interes ecologic, faunistic și floristic (ZNIEFF) are ca obiectiv acoperirea ariilor cele mai valoroase din punct de vedere ecologic, în principal pentru a îmbunătăți cunoașterea patrimoniului natural național și pentru a oferi factorilor de decizie un instrument de sprijin în integrarea considerentelor de mediu în amenajarea teritoriului.
Teritoriul comunei Coudroy include patru zone ZNIEFF.
- Zona naturală de interes ecologic, faunistic și floristic (ZNIEFF) de tip 2[n 4], denumită „Lanțul de iazuri May și Piquereau”, are o suprafață de 267 hectare și este formată din două lanțuri de iazuri aproape paralele, situate la est de pădurea Orléans, la nord de Canalul Orléans[29]. Altitudinea variază între 101 și 112 metri[29]. Iazurile Boirie, Neuf și Piquereau, situate în partea de nord, sunt bogate în vegetație plutitoare și submersă. Pe lângă valoarea biologică (prezența nuferilor și a stufărișurilor dezvoltate), zona prezintă și un interes peisagistic deosebit. Aici se regăsesc numeroase specii de păsări de apă, printre care pescărușul râzător, stârcul cenușiu, rața roșie, corcodelul mare, lebăda de vară, chira de baltă și fluierarul de mlaștină[30].
- Zona ZNIEFF de a doua generație, de tip 2[n 4], denumită „Masivul forestier Orléans”, cu o suprafață de 36 086 hectare, se întinde pe 37 de comune, printre care și Châtenoy[31], și se suprapune, pentru această comună, cu zona Natura 2000 cu același nume. Altitudinea variază între 126 și 174 m[31]. Pădurea Orléans se află, în cea mai mare parte, pe terenuri de natură similară celor din Sologne (Burdigalian), extinse pe versantul Beauce. Formațiile vegetale sunt preponderent acidofile, cu sectoare uscate și altele foarte umede. Importanța sa depășește contururile complexe ale masivului domanial și se extinde și la marginile și enclavele private care îl continuă[32].
- Zona naturală de interes ecologic, faunistic și floristic (ZNIEFF) de tip 1[n 5], denumită „Canalul Orléans de la Hateau până la Vallée”, are o suprafață de 4 hectare și se întinde pe teritoriul a trei comune: Chailly-en-Gâtinais, Coudroy și Noyers. Aceasta reprezintă un tronson al Canalului Orléans, situat între ecluza Vallée și ecluza Hateau[33], la o altitudine de 100 de metri[33]. Zona adăpostește o populație foarte importantă de Hydrocharis morsus-ranae (floare de broască), o specie rară în regiunea Centre-Val de Loire. Densitatea deosebit de mare a acestei specii în acest loc – considerată una dintre cele mai frumoase populații din regiune, dacă nu chiar cea mai importantă – a justificat recunoașterea sa ca ZNIEFF de tip 1[34].
- Zona ZNIEFF de tip 1[n 5], denumită „Étang de la Noue-Mazone”, cu o suprafață de 36 hectare, este situată la marginea de nord-est a Pădurii Orléans, la puțin peste 2 km sud-est de centrul comunei Châtenoy[35]. Altitudinea sa este de 120 m[35]. Acest sit adăpostește o diversitate importantă de habitate, cu un număr relativ mare de specii vegetale determinante, dintre care trei sunt protejate. Se pot observa, în special atunci când nivelul apei este scăzut, formațiuni de Rhynchospore alb (Rynchosporion albae), un habitat foarte rar în regiunea Centru[36].

## Urbanism

### Tipologie
La 1 ianuarie 2024, Coudroy este clasificată drept comună rurală cu habitat dispersat, conform noii grile comunale de densitate pe șapte niveluri definită de INSEE (Institutul Național de Statistică și Studii Economice) în 2022. Aceasta este situată în afara unităților urbane și nu se află sub influența unei zone metropolitane urbane.

### Utilizarea terenului
Ocuparea terenurilor în comuna Coudroy, așa cum reiese din baza de date europeană privind ocuparea biogeofizică a solurilor Corine Land Cover (CLC), este marcată de importanța teritoriilor agricole (93,8 % în 2018), o proporție identică cu cea din 1990 (93,8 %). Repartizarea detaliată în 2018 este următoarea: terenuri arabile (49,6 %), pășuni (26,5 %), zone agricole eterogene (17,6 %), păduri (4,4 %), ape continentale (1,2 %), habitate cu vegetație arbustivă și/sau ierboasă (0,6 %).

## Populația și societatea

### Date demografice
Evoluția numărului de locuitori este cunoscută prin recensămintele populației efectuate în comună începând din 1793. Pentru comunele cu mai puțin de 10 000 de locuitori, un recensământ al întregii populații este realizat la fiecare cinci ani, populațiile legale pentru anii intermediari fiind estimate prin interpolare sau extrapolare.
În 2022, comuna număra 299 locuitori, în scădere cu -9,39 % față de 2016 (Loiret: +1,89 %, Franța fără Mayotte: +2,11 %).
| An        | 1793 | 1821 | 1841 | 1851 | 1876 | 1886 | 1901 | 1921 | 1936 | 1962 | 1982 | 2006 | 2014 | 2022 |
| --------- | ---- | ---- | ---- | ---- | ---- | ---- | ---- | ---- | ---- | ---- | ---- | ---- | ---- | ---- |
| Populație | 282  | 250  | 378  | 385  | 416  | 393  | 349  | 314  | 291  | 235  | 180  | 333  | 345  | 299  |